# Dolore sotto chiave
Dolore sotto chiave è un atto unico scritto da Eduardo De Filippo nel 1964, inserita dall'autore nella raccolta Cantata dei giorni dispari.
Il testo è stato scritto nel 1958 come radiodramma, ma riscritto come atto unico nel 1964. La prima è avvenuta il 3 novembre del 1964 al Teatro San Ferdinando di Napoli con la regia dello stesso De Filippo che dirige la compagnia teatrale Il teatro di Eduardo. Stranamente, Eduardo non sostenne mai il ruolo del protagonista in questa commedia, infatti la parte di Rocco verrà interpretata nella stagione '64-'65 da Franco Parenti.

## Trama
Rocco parla a bassa voce con la sorella Lucia, mentre si accinge a cenare. Nella stanza a fianco giace Elena sua moglie, gravemente malata. Ogni minimo rumore, a detta dei medici, potrebbe esserle fatale.
Lucia, sollecitamente, aggiorna il fratello dello stato di salute di Elena, ormai immutato e sempre gravissimo, da ben 11 mesi. Racconta di come ella stessa, entrando nella camera della moribonda, non le rivolga nemmeno la parola per timore di destarla dal suo torpore; Elena deve infatti dormire il più possibile, per far riposare il cuore. Ma l'angoscia e la tensione esasperano l'uomo, che in un attacco di dolorosa furia, infrange al suolo piatti e bottiglia, e corre a battere alla porta della malata. Fa poi per entrare e scopre così una stanza vuota.
Crede dapprima che la moglie sia fuggita con un amante e che la sorella le abbia coperto la fuga per proteggerlo dal disonore e dal dolore, ma Lucia gli rivela l'amara verità: la moglie è morta da tempo, mentre lui era in viaggio per lavoro. Comincia qui un alternarsi di responsabilità e accuse fra i due, sul diritto di piangere il proprio lutto o sul dovere di proteggere l'amato fratello da un gesto insano, finché Rocco rivela di avere un'amante, ma che sta per abbandonarlo. La donna sarebbe incinta e mentre lui credeva di essere impossibilitato ad offrirle una vita alla luce del sole, l'altra avrebbe deciso di partire con un altro uomo per il bene del bambino. Rocco prova a telefonare più volte a casa dell'amante, per cercare di avvertirla, ma non la trova e lascia detto di richiamarlo.
Nel frattempo arriva un amico cardiologo, a conoscenza della morte di Elena, che tenta di consolarlo maldestramente , con frasi ovvie e atteggiamenti fuori luogo, ottenendo soltanto la rabbia di lui che infine lo caccia di casa. Lucia allora esorta Rocco a tentare di raggiungere l'amante, pentita di aver così tanto stravolto la vita del fratello, ma mentre Rocco le spiega di non potere né sapere dove cercarla, squilla il telefono. Rocco risponde e dopo aver ascoltato brevemente, riattacca il telefono.